# Sász Hevra zsinagóga (Kolozsvár)
A Sász Hevra zsinagóga a kolozsvári askenázi zsidó közösség vallási épülete volt. A Mikes Kelemen (str. Croitorilor) utcában található épület 2002 óta a Babeș–Bolyai Tudományegyetem Dr. Moshe Carmilly Judaisztikai és Zsidó Történelmi Intézetének a székhelye.

## Története
A korábban Fazakas-telekként ismert ingatlant az első világháború után Dick Jakab kereskedő vette meg, aki nagy nyereséget szerzett a kötelezővé tett román zászlók kizárólagos árusítási jogából. A zsinagógát az 1896-ban alakult Sász Hevra talmud-egyesület építtette 1922-ben; tervezője Heves Vilmos kolozsvári építészmérnök volt. 1927. december 7-én antiszemita diákok dúlták fel.
Az 1960-as években még eredeti rendeltetésének megfelelően működött, utána a zsidó lakosság kivándorlásával elnéptelenedett. 1989 után több évig bútorraktár és bútorüzlet működött benne. 2002-ben a Babeș–Bolyai Tudományegyetem Dr. Moshe Carmilly Judaisztikai és Zsidó Történelmi Intézete költözött az épületbe.